# Chlorophytum cyperaceum
Chlorophytum cyperaceum är en sparrisväxtart som först beskrevs av Pauline Kies, och fick sitt nu gällande namn av Inger Nordal. Chlorophytum cyperaceum ingår i släktet ampelliljor, och familjen sparrisväxter. Inga underarter finns listade i Catalogue of Life.